# Унет-Ямамай Бусто-Арсицио
«Унет-Ямамай» — итальянская женская волейбольная команда из Бусто-Арсицио. Входит в структуру клуба «UYBA Воллей».
В прошлом носила названия: «Брумс Прека» (1998—1999), «Брумс» (1999—2002), «Димельо» (2002—2006), «Ямамай» (2006—2012), «Унендо-Ямамай» (2012—2016).

## Достижения
- Чемпион Италии 2012;
  - серебряный призёр чемпионата Италии 2014;
  - двукратный бронзовый призёр чемпионата Италии — 2011, 2013.
- Победитель Кубка Италии 2012.
- Победитель Суперкубка Италии 2012.
- Серебряный призёр Лиги чемпионов ЕКВ 2015;
  - Бронзовый призёр Лиги чемпионов ЕКВ 2013.
- 3-кратный победитель Кубка Европейской конфедерации волейбола (ЕКВ) — 2010, 2012, 2019.
  - Серебряный призёр Кубка ЕКВ 2017

## История
В 1998 в структуре волейбольного клуба «Футура» из итальянского города Бусто-Арсицио была образована женская команда «Брумс Прека», в том же году заявленная в серию А2 чемпионата Италии вместо выбывшей из серии А1 и прекратившей существование команды «Числаго». В своём дебютном сезоне «Брумс Прека» заняла 2-е место и вышла в элитный дивизион итальянского женского волейбола, но задержалась в нём лишь на сезон, после чего, заняв предпоследнее место в серии А1, вернулась в А2.
Во втором по значимости дивизионе команда отыграла 7 сезонов, но занимала места в основном в середине турнирной таблицы. Перед началом сезона 2006/2007 основным спонсором «Бусто-Арсицио» стала крупная итальянская компания по производству одежды «Ямамай», по которой команда получила своё новое название. Серьёзные вливания в структуру клуба сразу принесли свои плоды — команда уверенно заняла первое место в серии А2 и вновь вошла в число сильнейших клубов страны.
В первом (после семилетнего перерыва) сезоне в серии А1 команда из Бусто-Арсицио заняла 6-е место в предварительной стадии чемпионата, а в серии плей-офф выбыла уже после первого раунда, уступив «Перудже» в двух матчах. В следующем году «Ямамай» был уже четвёртым после двухкругового турнира, а затем дошёл до полуфинала, где проиграл команде «Скаволини» (Пезаро), ставшей затем чемпионом.
4-е итоговое место позволило волейболисткам из Бусто-Арсицио заявиться в розыгрыш Кубка ЕКВ, где они уверенно дошли до финального этапа, который прошёл в Баку (Азербайджан). В полуфинале итальянки в пяти сетах переиграли хозяек «финала четырёх» — команду «Рабита», а в финале победили сербскую «Црвену Звезду» со счётом 3:1. Лучшим игроком розыгрыша признана румынская легионерша «Бусто-Арсицио» Кармен Турля.
После неудачного сезона 2009/2010, где «Ямамай» занял лишь 7-е место в чемпионате Италии, в 2011 команда из Бусто-Арсицио вернулась в число лидеров итальянского клубного волейбола, впервые войдя в число призёров первенства страны. В полуфинале плей-офф она уступила «Вилла-Кортезе», но в итоге стала обладателем бронзовых медалей. Это позволило команде в сезоне 2011/2012 вновь стартовать во втором по значимости еврокубке — Кубке ЕКВ.
Сезон 2011/2012 стал лучшим в истории команды. «Ямамай» первенствовал во всех турнирах, в которых принимал участие. В январе 2012 Бусто-Арсицио впервые стал обладателем Кубка Италии, победив в финале «Пьяченцу» 3:0. В чемпионате страны команда уверенно заняла первое место на предварительной стадии, одержав 19 побед в 20 матчах, а затем дошла до финала плей-офф, где в упорнейшей борьбе переиграла в пятиматчевой серии команду «Асистел-Карнаги» из Вилла-Кортезе. Кроме этого, в решающих матчах розыгрыша Кубка ЕКВ «Ямамай» оказался сильнее турецкого «Галатасарая», уступив ему в первом матче финала 1:3, а затем на своём поле взяв реванш с тем же счётом и выиграв «золотой» сет 15:9. Из сильнейших игроков команды в сезоне следует прежде всего отметить двух чешских волейболисток — диагональную Анету Гавличкову, ставшую второй по результативности по итогам предварительного этапа чемпионата Италии, и доигровщицу Гелену Гавелкову, вошедшую по этому показателю в десятку лучших. Кроме них лучшими волейболистками команды были американская связующая Карли Ллойд, либеро Джулия Леонарди, нападающие-доигровщицы Франческа Маркон и голландка Флортье Мейнерс, а также центральные блокирующие француженка Кристина Бауэр и Кьяра Далль’Оро.

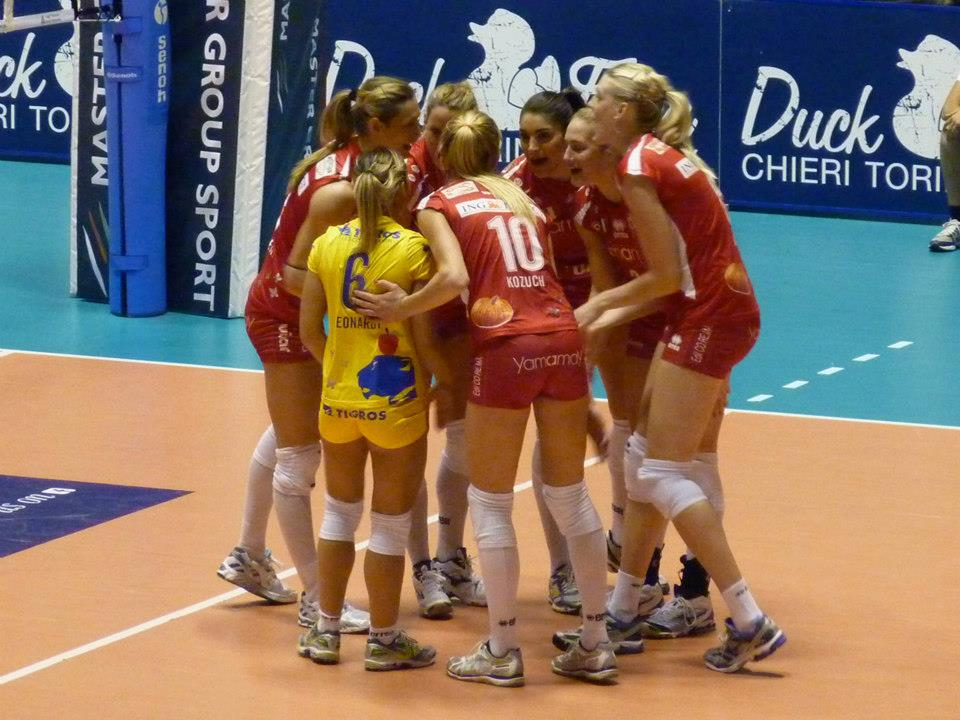
«Унендо-Ямамай» (Бусто-Арсицио). Декабрь 2012.

Перед началом сезона 2012/2013 к числу спонсоров клуба присоединилась итальянская энергетическая компания Unendo Energia Italiana, по которой название команды приобрело нынешний вид — «Унендо-Ямамай». Сезон в первую очередь был примечателен дебютом Бусто-Арсицио в Лиге чемпионов. В соревновании сильнейших женских клубных команд европейского континента «Унендо-Ямамай» вышел в финальную стадию, где в полуфинале проиграл азербайджанской «Рабите» 2:3, а в поединке за «бронзу» победил турецкий «Галатасарай» 3:2. В чемпионате Италии команда из Бусто-Арсицио стала первой в регулярном первенстве, но в полуфинале плей-офф в трёх матчах уступила «Конельяно», став в итоге бронзовым призёром.
В 2013/2014 «Унендо-Ямамай» вторично принимал участие в Лиге чемпионов, но на этот раз неудачно, выбыв из розыгрыша уже после групповой стадии. В чемпионате страны волейболистки Бусто-Арсицио дошли до финала, где в трёх матчах оказались слабее «Пьяченцы».

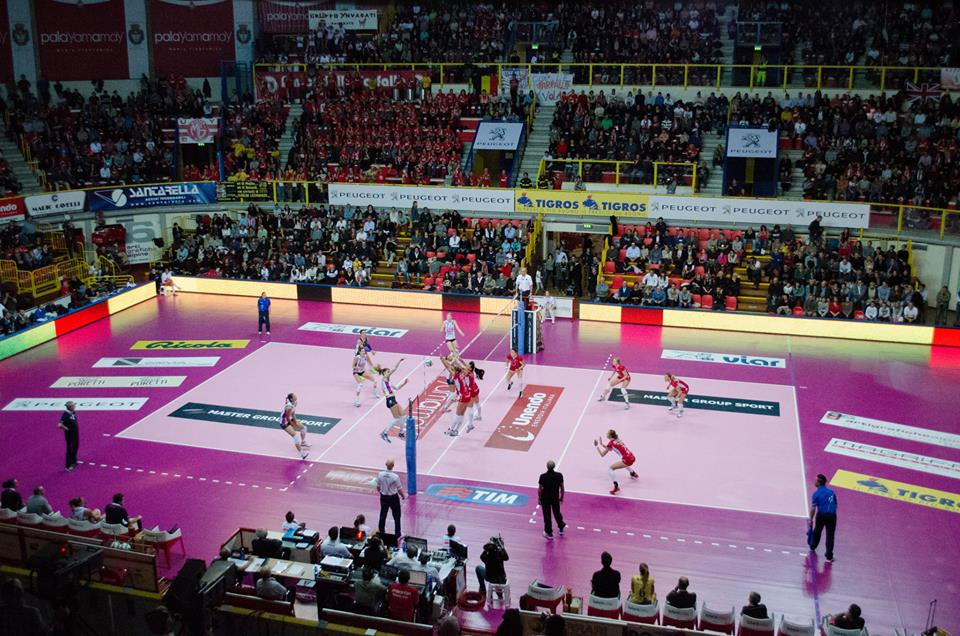
Матч чемпионата Италии «Унендо-Ямамай» (справа) — «Скандиччи». 2 ноября 2014. Бусто-Арсицио.

При подготовке к сезону 2014/2015 состав «Унендо-Ямамая» подвергся серьёзным изменениям. 7 волейболисток покинули команду, в том числе такие известные как Серена Ортолани и Валентина Арригетти. Из новичков прежде всего следует отметить самую высокую волейболистку Италии Валентину Диуф, а также Гелену Гавелкову, вернувшуюся в Бусто-Арсицио после двухлетнего перерыва, россиянку Екатерину Любушкину из распавшегося новоуренгойского «Факела», бельгийку Фрею Альбрехт, американку Ребекку Перри и итальянскую связующую Летицию Камеру.
В розыгрыше Лиги чемпионов подопечные Карло Паризи, возглавляющего команду с 2004 года, заняли второе место в своей группе предварительной стадии, дважды уступив московскому «Динамо» и по два раза переиграв немецкий «Дрезднер» и финский «Виести». В первом раунде плей-офф «Унендо-Ямамай» оказался сильнее азербайджанского «Азерйола», а в четвертьфинале не оставил никаких шансов московскому «Динамо», взяв уверенный реванш за два поражения от него же в групповом раунде. В «финале четырёх», прошедшем в начале апреля 2015 в польском Щецине итальянки сначала уверенно разобрались в трёх партиях с хозяйками решающего этапа розыгрыша Лиги командой «Хемик», а вот в финале также в трёх сетах проиграли турецкому «Эджзачибаши». В символическую сборную финальной стадии вошли две волейболистки Бусто-Арсицио — диагональная Валентина Диуф и доигровщица Гелена Гавелкова.
В преддверии сезона 2015—2016 состав команды из Бусто-Арсицио обновился коренным образом. Остались в команде лишь три волейболистки, а покинули сразу 11. Из известных новичков клуба можно выделить четырёх иностранок — американок Дженну Хагглунд и Карсту Лоу, а также канадку Жеми Тибо и турчанку Гёзде Йылмаз. В остальном «Унендо-Ямамай» пополнилась итальянскими волейболистками из серии А2. Новым главным тренером стал наставник молодёжной сборной Италии Марко Менкарелли. В чемпионате Италии команда выступила неудачно, заняв на предварительной стадии лишь 9-е место, не попав тем самым в плей-офф розыгрыша.
Неудачи в чемпионате-2016 привели к коренным изменениям в составе при сохранении тренерского штаба. Только две волейболистки сохранили места в составе команды. Из новичков прежде всего следует отметить трёх игроков сборной Италии — В.Диуф, Н.Синьориле и В.Фьорин, а также американку Т.Симпсон и доминиканку Б.Мартинес. Изменение произошло и в названии команды в связи с переименованием компании-спонсора в Unet Energia Italiana
В чемпионате Италии 2016/2017 дела у команды из Бусто-Арсицио складывались не самым лучшим образом. Предварительный этап «Унет-Ямамай» закончила лишь на 7-м месте, не сумев напрямую попасть в плей-офф, куда ей пришлось отбираться в квалификационных матчах. Преодолев сопротивление «Саугеллы», волейболистки Бусто-Арсицио всё же вышли в четвертьфинал первенства, но на этой стадии и завершили выступление в чемпионате, проиграв «Поми» из Казальмаджоре 1-2 (2:3, 3:0, 0:3). С той же командой «Унет-Ямамай» пересёкся и в полуфинале розыгрыша Кубка ЕКВ и переиграл соотечественниц 3:0 и 3:2. А вот победить во втором по значимости еврокубковом соревновании волейболисткам из Бусто-Арсицио не удалось. В финале они встретились с российской командой «Динамо-Казань» и дважды уступили — 1:3 (в Казани) и 2:3 (дома). 
В 2017 ВК «Футура Воллей» сменил название на «UYBA Воллей» (UYBA — сокращение от Unet-Yamamay Busto-Arsizio).
В регулярном первенстве чемпионата Италии 2017/2018 «Унет-Ямамай» занял 4-е место, а в плей-офф дошёл до полуфинала, уступив на этой стадии команде из Новары 0-3 (0:3 во всех трёх матчах).
Сезон 2018/19 принёс волейболисткам из Бусто-Арсицио победу в розыгрыше Кубка Европейской конфедерации волейбола (уже третью в своей истории). При этом «Унет-Ямамай» выиграл во всех 10 проведённых на турнире матчах. А в чемпионате Италии команда стала 5-й, выбыв из борьбы за медали на четвертьфинальной стадии.

## Волейбольный клуб «UYBA Воллей»
В 1998—2017 — «Футура Воллей».
- Президент клуба — Джузеппе Пирола.
- Вице-президенты — Франческа Пиччинини, Марио Чен.
- Генеральный директор — Маттиа Моро.
- Спортивный директор — Мартино Вольпини.
- Менеджер команды — Илария Россетти.

## Арена

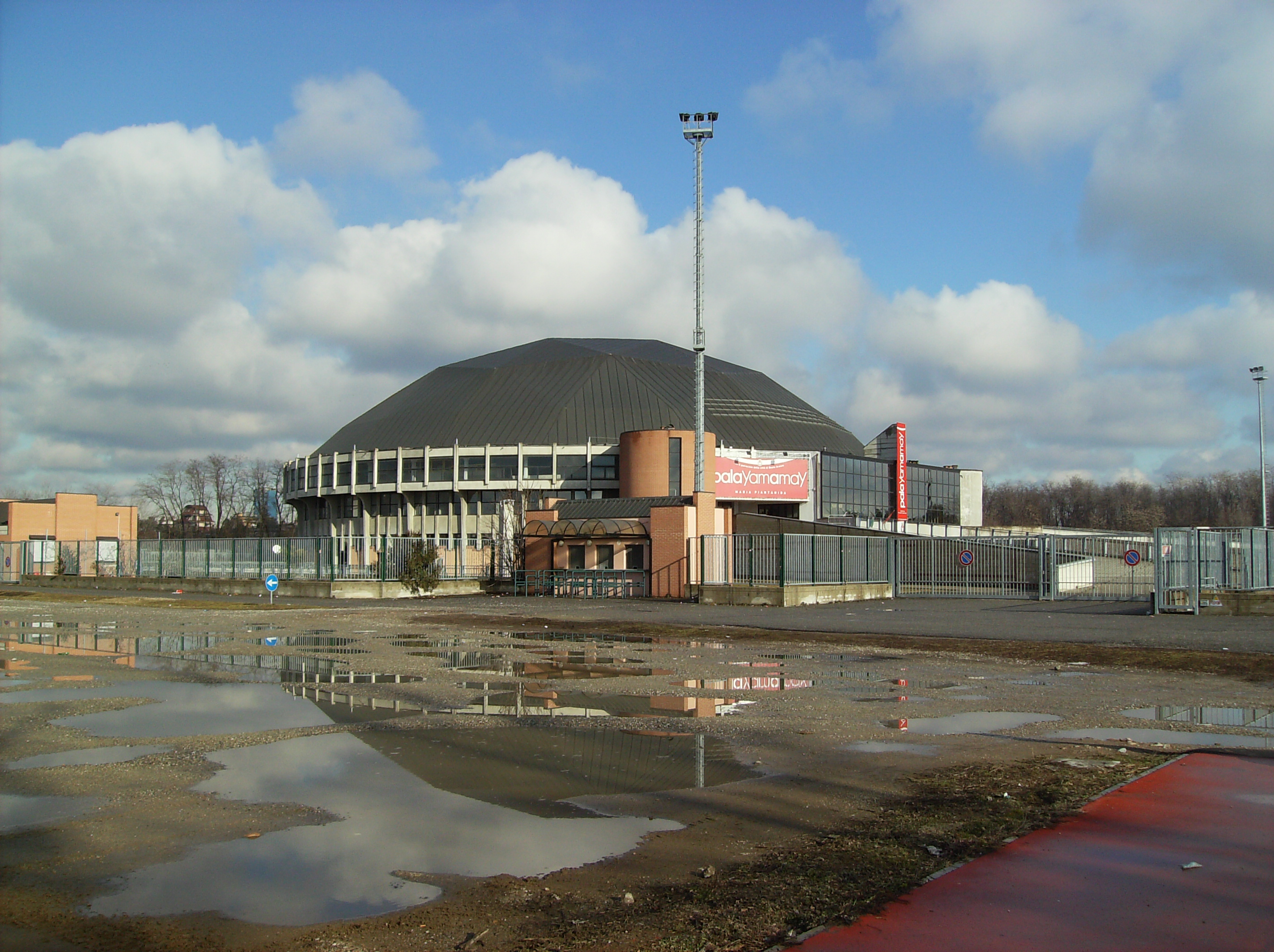
Palazzo dello Sport Maria Piantanida

Домашние матчи «Унет-Ямамай» (Бусто-Арсицио) проводит во Дворце спорта «Maria Piantanida» (до 2020 — «PalaYamamay»). Вместимость — 5000 зрителей. Открыт в 1997 году. В сентябре 2011 года во Дворце прошли 6 матчей группового этапа чемпионата Европы по волейболу среди женщин.

## Сезон 2024—2025

### Переходы
Пришли: С.Ховард («Волунтари», Румыния), Ф.Пеллони («Оффаненго»), П.ван дер Пейл («Фрисо», Нидерланды), А. К. Олайя («Ополе», Польша), С.ван Авермат («Мюлуз Эльзас», Франция), М.Моранди («Лекко»), Ж.Обосса («Казальмаджоре»), Л.Кюнцлер («Нилюфер», Турция), Ф.Скола («Кунео Гранда»), главный тренер Дж. Капрара («Волунтари», Румыния).
Ушли: Д.Собольска, К.Валкова, П.Рохас, Ван Симинь, Дж. Дзаннони, Т.Сисар, М.Бракки, Ф.Карлетти.

### Состав
| №  | Имя, фамилия       | Год рождения | Рост | Амплуа      | Гражданство |
| -- | ------------------ | ------------ | ---- | ----------- | ----------- |
| 1  | Скай Ховард        | 2001         | 191  | центральная | США         |
| 2  | Федерика Пеллони   | 2002         | 172  | либеро      | Италия      |
| 3  | Плойн ван дер Пейл | 2003         | 196  | нападающая  | Нидерланды  |
| 4  | Ребекка Пива       | 2001         | 183  | нападающая  | Италия      |
| 5  | Ана Карина Олайя   | 2002         | 187  | нападающая  | Колумбия    |
| 6  | Силке ван Авермат  | 1999         | 192  | центральная | Бельгия     |
| 7  | Мартина Моранди    | 2002         | 175  | либеро      | Италия      |
| 8  | Джудитта Луальди   | 1995         | 186  | центральная | Италия      |
| 10 | Бенедетта Сартори  | 2001         | 184  | центральная | Италия      |
| 11 | Жозефин Обосса     | 1999         | 183  | нападающая  | Италия      |
| 12 | Джорджия Фрозини   | 2002         | 191  | нападающая  | Италия      |
| 13 | Доминика Джулиани  | 2004         | 191  | нападающая  | Италия      |
| 14 | Лаура Кюнцлер      | 1996         | 189  | нападающая  | Швейцария   |
| 19 | Дженнифер Больдини | 1999         | 187  | связующая   | Италия      |
| 20 | Франческа Скола    | 2001         | 183  | связующая   | Италия      |

- Главный тренер — Джованни Капрара.
- Тренеры — Энрико Барболини, Филиппо Луальди.